# Lövstalöt
Lövstalöt è un'area urbana della Svezia situata nel comune di Uppsala, contea di Uppsala.
La popolazione risultante dal censimento 2010 era di 1 046 abitanti.